# Коклас
Коклас (Pucrasia macrolopha) — вид куроподібних птахів родини фазанових.

## Таксономія
Вид тісно пов'язаний із базальними тетеруками, які жили в міоцені. Він є далеким родичем фазанів і тісно пов'язані з тетеруками та індиками. Коклас належить до монотипного роду Pucrasia. Обидва слова koklass і pucrasia ономатопічно походять від територіального заклику птахів.

## Поширення
Вид поширений у Гімалайському регіоні та у Китаї. Живе в гірських лісах на висоті від 1200 до 4500 метрів. У Китаї іноді опускається до 600 метрів. Залежно від пори року здійснює невелику висотну міграцію, шукаючи відкриті місця, де скелі чергуються з галявинами на крутих схилах.

## Опис

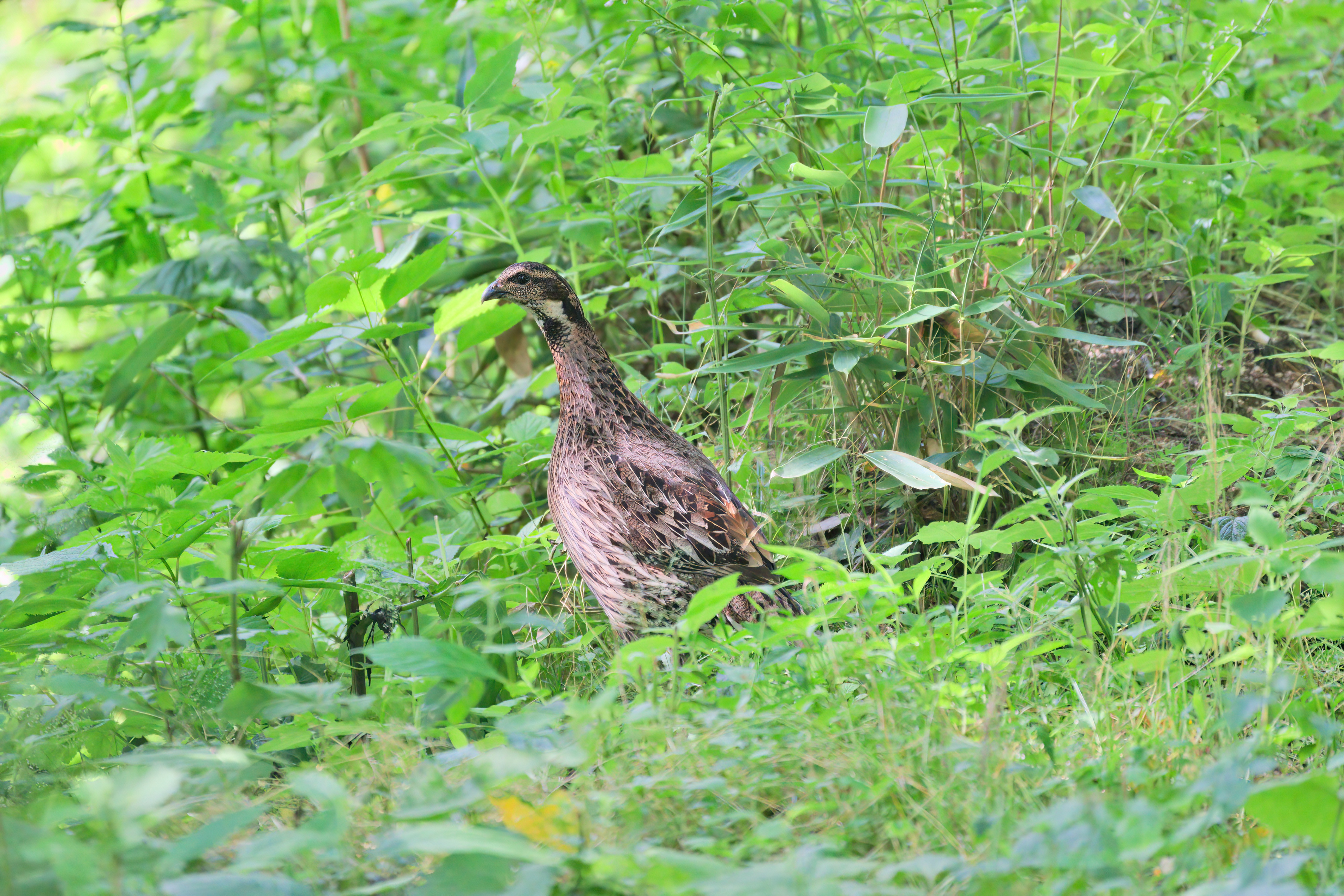
Самка, Їчан, Хубей, Китай

Довжина самця становить 58—64 см (з яких 22—28 см займає хвіст) і важить 1135—1415 г; самиця 52,5—56 см (з них 17—19,5 см хвоста) з вагою 930—1135 г. У самця і самки голови повністю вкриті пір'ям з чубчиком на верхівці, у самиці чубчик значно коротший. Численні підвиди відрізняються один від одного кольором кермових пір'їн, який коливається від буро-коричневого до сіро-блакитного, а також поширеністю коричневих, жовтих, лілових і сірих тонів решти оперення. У номінальної форми верх голови коричнево-коричневий, а обличчя металево-зелене. Пір'я на кінчику гребінця чорні, а біля основи шиї виділяється помітна біла пляма. Верх тулуба світло-буро-коричневий, але з численними сіруватими лускоподібними плямами на боках і нижній частині спини. Нижні частини, від підборіддя до живота, вкриті темно-червоним пір'ям.

## Спосіб життя
Вид переважно є вегетаріанцем і харчується ягодами, бруньками, молодими пагонами, квітами та всіма видами типових гірських плодів, інколи їсть комах. Утворює моногамну пару протягом року. Гніздо розташовується в укритті скелі або куща. Яйця бежеві з червонуватими плямами. Кладка складається з 4—9 яєць, інкубація яких триває 21—22 дні.

## Підвиди
Виділено дев'ять підвидів:
- P. m. castanea Gould, 1854, поширений в східних районах Афганістану і північно-західних районах Пакистану;
- P. m. biddulphi G. F. L. Marshall, 1879, ендемік Кашміру (північна Індія);
- P. m. macrolopha (R. Lesson, 1829), ендемік західних районів Гімалаїв;
- P. m. nipalensis Gould, 1854, ендемік західних районів Непалу;
- P. m. meyeri Madarász, 1886, поширений між західною частиною провінції Сичуань і північно-західним краєм провінції Юньнань (південно-центральний Китай);
- P. m. ruficollis David e Oustalet, 1877, поширений на території від центрально-західного Сичуаня до південно-західних районів Ганьсу і південних районів Шеньсі (центральний Китай);
- P. m. xanthospila G. R. Gray, 1864, поширена в смузі території від північних районів Шеньсі та Шаньсі до західних районів Хебей (північно-східний Китай);
- P. m. joretiana Heude, 1883, ендемік південно-західних районів провінції Аньхой (центрально-східний Китай);
- P. m. darwini Swinhoe, 1872, поширений на смузі території від провінції Хубей і південно-східного Січуаня до Фуцзяня (центральний Китай).